# Лаборда, Матиас
Матиас Николас Лаборда Мальсеньидо (исп. Mathías Nicolás Laborda Malseñido; род. 15 сентября 1999, Фрай-Бентос) — уругвайский футболист, защитник клуба «Ванкувер Уайткэпс».

## Клубная карьера
Лаборда — воспитанник клуба «Насьональ». 8 мая 2019 года в поединке Кубка Либертадорес против парагвайского «Серро Портеньо» Матиас дебютировал за основной состав. 28 июля в матче против «Прогресо» он дебютировал в уругвайской Примере. В этом же поединке Матиас забил свой первый гол за «Насьональ». В составе клуба он трижды выиграл чемпионат.
9 января 2023 года Лаборда перешёл в канадский клуб MLS «Ванкувер Уайткэпс», подписав контракт до конца сезона 2025 с опцией продления на сезон 2026. В североамериканской лиге он дебютировал 4 марта в матче против «Сан-Хосе Эртквейкс».

## Международная карьера
В 2019 году Лаборда в составе молодёжной сборной Уругвая принял участие в молодёжном чемпионате Южной Америки в Чили. На турнире он был запасным и на поле не вышел.

## Достижения
«Насьональ»
- Победитель уругвайской Примеры (3) — 2019, 2020, 2022